# Lijst van koningen der Belgen
Dit is een lijst van koningen der Belgen vanaf het jaar 1831 tot heden.

## Lijst van koningen der Belgen (1831-heden)
| Nr. | Naam                                    | Naam                                    | Regeringsperiode                        | Regeringsperiode                        | Echtgenote                              | Echtgenote                              | Opmerkingen |
| Huis Saksen-Coburg en Gotha (1831-1934) | Huis Saksen-Coburg en Gotha (1831-1934) | Huis Saksen-Coburg en Gotha (1831-1934) | Huis Saksen-Coburg en Gotha (1831-1934) | Huis Saksen-Coburg en Gotha (1831-1934) | Huis Saksen-Coburg en Gotha (1831-1934) | Huis Saksen-Coburg en Gotha (1831-1934) | Huis Saksen-Coburg en Gotha (1831-1934) |
| --- | --------------------------------------- | --------------------------------------- | --------------------------------------- | --------------------------------------- | --------------------------------------- | --------------------------------------- | --- |
| 1 |                                         | Leopold I (1790-1865)                   | 21 juli 1831 - 10 december 1865         | 34 jaar en 142 dagen                    | Louise Marie van Frankrijk              |                                         | Leopold I was de eerste koning der Belgen. Hiervoor kreeg Leopold het aanbod om koning te worden van het pas onafhankelijke Griekenland, maar dat weigerde hij. Zowel in binnen- als buitenland was hij ontzettend populair. Onder Leopold's gezag werd de eerste spoorlijn op het Europese vasteland geopend. Via zijn zus, Victoria van Saksen-Coburg-Saalfeld, was hij de oom van de Britse koningin Victoria. |
| 2 |                                         | Leopold II (1835-1909)                  | 17 december 1865 - 17 december 1909     | 44 jaar                                 | Marie Henriëtte van Oostenrijk          |                                         | Leopold II was naast koning van België ook de stichter, eigenaar en monarch van de Onafhankelijke Congostaat, zijn privé-project. Ten tijde van zijn koningschap zijn er veel gruweldaden in Congo-Vrijstaat gepleegd, waardoor zijn nalatenschap omstreden is. Leopold gaf tijdens zijn regeerperiode opdracht tot het bouwen van een groot aantal gebouwen, stadsprojecten en openbare werken. De leopoldiaanse bouwprojecten zouden grotendeels gefinancierd zijn met winsten uit de exploitatie van Congo. |
| 3 |                                         | Albert I (1875-1934)                    | 23 december 1909 - 17 februari 1934     | 24 jaar en 56 dagen                     | Elisabeth in Beieren                    |                                         | Door het overlijden van kroonprins Leopold in 1869 evenals het overlijden van zijn vader prins Filips (de jongere broer van Leopold II) en het overlijden van zijn eigen oudere broer Boudewijn werd Albert van dan af voorbereid op de onverwachte taak als toekomstige koning. De koning ging de mythologie van de Belgische geschiedenis in als koning-ridder en koning-soldaat door de gehele oorlog bij zijn soldaten in de buurt van de loopgraven. Albert I stierf na een val van de rotsen in Marche-les-Dames. Vanwege zijn houding en gedrag tijdens WOI is Albert I nog steeds een van de populairste Belgische vorsten |
| Huis Van België (1934-heden) |                                         |                                         |                                         |                                         |                                         |                                         | |
| *Na de Eerste Wereldoorlog liet koning Albert I alle verwijzingen naar de Duitse oorsprong van de koninklijke familie verwijderen. Zo werd de naam officieel van België en werden de titels hertog van Saksen en prins van Saksen-Coburg en Gotha niet meer gedragen. |                                         |                                         |                                         |                                         |                                         |                                         | |
| 4 |                                         | Leopold III (1901-1983)                 | 23 februari 1934 - 16 juli 1951         | 17 jaar en 143 dagen                    | Astrid van Zweden                       |                                         | Tijdens WOII weigerde Leopold om samen met de regering naar het buitenland te vluchten. Na de capitulatie werd hij krijgsgevangene van de Duitsers. In 1940 probeerde Leopold tevergeefs met Hitler te onderhandelen over de Belgische positie in het Duitse rijk. Vlak voor het einde van de bezetting werd de koninklijke familie door de Duitsers overgebracht naar Oostenrijk. Na de bevrijding in 1945 gaan ze naar Zwitserland. In verband met de aanslepende Koningskwestie zullen ze daar tot 1951 blijven. Als de familie weer terugkeert naar België, doet Leopold onder dwang afstand van de troon.                     |
| 4 | Lilian Baels                            | Leopold III (1901-1983)                 | 23 februari 1934 - 16 juli 1951         | 17 jaar en 143 dagen                    |                                         |                                         | Tijdens WOII weigerde Leopold om samen met de regering naar het buitenland te vluchten. Na de capitulatie werd hij krijgsgevangene van de Duitsers. In 1940 probeerde Leopold tevergeefs met Hitler te onderhandelen over de Belgische positie in het Duitse rijk. Vlak voor het einde van de bezetting werd de koninklijke familie door de Duitsers overgebracht naar Oostenrijk. Na de bevrijding in 1945 gaan ze naar Zwitserland. In verband met de aanslepende Koningskwestie zullen ze daar tot 1951 blijven. Als de familie weer terugkeert naar België, doet Leopold onder dwang afstand van de troon.                     |
| 5 |                                         | Boudewijn (1930–1993)                   | 17 juli 1951 - 31 juli 1993             | 42 jaar en 13 dagen                     | Fabiola Mora y Aragón                   |                                         | Boudewijn was tijdens zijn lange koningschap plichtsbewust en kordaat voor deze taak. Tijdens zijn koningschap laaiden de communautaire spanningen tussen de Vlamingen en de Walen op. Tegen de zin van Boudewijn ging het parlement akkoord met de omvorming van het unitaire land tot een federale staat. |
| 6 |                                         | Albert II (1934)                        | 9 augustus 1993 - 21 juli 2013          | 19 jaar en 346 dagen                    | Paola Ruffo di Calabria                 |                                         | Aangezien het huwelijk van Boudewijn kinderloos bleef, werd hij opgevolgd door zijn jongere broer prins Albert. |
| 7 |                                         | Filip (1960)                            | 21 juli 2013 - heden                    | -                                       | Mathilde d'Udekem d'Acoz                |                                         | |

## Genealogie
| Leopold I Koning der Belgen (1831-1865)     |       |                                           |       |                                               |
| zoon                                        |       |                                           |       |                                               |
| Leopold II Koning der Belgen (1865-1909)    | broer | Filips Graaf van Vlaanderen               |       |                                               |
|                                             |       | zoon                                      |       |                                               |
|                                             |       | Albert I Koning der Belgen (1909-1934)    |       |                                               |
|                                             |       | zoon                                      |       |                                               |
|                                             |       | Leopold III Koning der Belgen (1934-1951) | broer | Karel Graaf van Vlaanderen Regent (1944-1950) |
|                                             |       | zoon                                      |       |                                               |
| Albert II Koning der Belgen (1993-2013)     | broer | Boudewijn Koning der Belgen (1951-1993)   |       |                                               |
| zoon                                        |       |                                           |       |                                               |
| Filip Koning der Belgen (2013-heden)        |       |                                           |       |                                               |
| dochter                                     |       |                                           |       |                                               |
| Elisabeth Hertogin van Brabant (2013-heden) |       |                                           |       |                                               |

## Varia

### Oudste monarch bij overlijden of aftreden
- Albert II trad af op 79-jarige leeftijd.
- Leopold I overleed op 74-jarige leeftijd.
- Leopold II overleed op 74-jarige leeftijd.
- Boudewijn overleed op 62-jarige leeftijd.
- Albert I overleed op 58-jarige leeftijd.
- Leopold III trad af op 49-jarige leeftijd.

### Jongste monarch bij aantreden
- Boudewijn trad op 20-jarige leeftijd aan.
- Leopold II trad op 30-jarige leeftijd aan.
- Leopold III trad op 32-jarige leeftijd aan.
- Albert I trad op 34-jarige leeftijd aan.
- Leopold I trad op 40-jarige leeftijd aan.
- Filip trad op 53-jarige leeftijd aan.
- Albert II trad op 59-jarige leeftijd aan.

## Hypotheses
Hieronder volgen enkele hypothetische opvolgscenario's tot de troon van de koning der Belgen. De lijn van opvolging verliep in België tot 1991 volgens de Salische Wet waarbij de mannelijke primogenituur werd erkend om de troonopvolger aan te duiden.

### Agnatisch-cognatische opvolging
Indien de agnatisch-cognatische (ook wel Castiliaanse) wet zou zijn toegepast, waarbij ook vrouwen de troon kunnen bestijgen, maar alleen bij gebrek aan mannelijke erfgenamen binnen een dynastiek huwelijk, zou de opvolging er als volgt hebben uitgezien:
| Nr. | Troonopvolger | Troonopvolger                                                                      | Regeringsperiode | Dynastie               | Link                               |
| --- | ------------- | ---------------------------------------------------------------------------------- | ---------------- | ---------------------- | ---------------------------------- |
| 1   |               | Leopold I Leopold Joris Christiaan Frederik van Saksen-Coburg-Saalfeld (1790-1865) | 1831 - 1865      | Saksen-Coburg en Gotha |                                    |
| 2   |               | Leopold II Leopold Lodewijk Filips Maria Victor (1835-1909)                        | 1865 - 1909      | Saksen-Coburg en Gotha | oudste zoon van Leopold I          |
| 3   |               | Louise Louise Marie Amélie (1858-1924)                                             | 1909 - 1924      | Saksen-Coburg en Gotha | oudste dochter van Leopold II      |
| 4   |               | Dorothea Dorothea Maria Henriette Auguste Louise (1881-1967)                       | 1924 - 1967      | Saksen-Coburg en Gotha | oudste overlevende kind van Louise |
| 5   |               | Franz Joseph (1904-1981)                                                           | 1967 - 1981      | Windisch-Graetz        | achterkleinzoon van Leopold II     |
| 6   |               | Guillaume (1950)                                                                   | 1981 - heden     | Windisch-Graetz        | zoon van Franz Joseph              |

*Dit systeem was voorheen geldig in Nederland, Denemarken en het Verenigd Koninkrijk. Het geldt nog steeds in Spanje en Monaco.

### Primogenituur
Indien de primogenituur, ongeacht het geslacht, zou zijn toegepast sinds het ontstaan van het koningschap, waarbij het oudste kind de troon zou bestijgen, zou de opvolging er als volgt hebben uitgezien:
| Nr. | Troonopvolger | Troonopvolger                                                                      | Regeringsperiode | Dynastie               | Link                               |
| --- | ------------- | ---------------------------------------------------------------------------------- | ---------------- | ---------------------- | ---------------------------------- |
| 1   |               | Leopold I Leopold Joris Christiaan Frederik van Saksen-Coburg-Saalfeld (1790-1865) | 1831 - 1865      | Saksen-Coburg en Gotha |                                    |
| 2   |               | Leopold II Leopold Lodewijk Filips Maria Victor (1835-1909)                        | 1865 - 1909      | Saksen-Coburg en Gotha | oudste kind van Leopold I          |
| 3   |               | Louise Louise Marie Amélie (1858-1924)                                             | 1909 - 1924      | Saksen-Coburg en Gotha | oudste kind van Leopold II         |
| 4   |               | Dorothea Dorothea Maria Henriette Auguste Louise (1881-1967)                       | 1924 - 1967      | Saksen-Coburg en Gotha | oudste overlevende kind van Louise |
| 5   |               | Franz Joseph (1904-1981)                                                           | 1967 - 1981      | Windisch-Graetz        | achterkleinzoon van Leopold II     |
| 6   |               | Stephanie Stephanie Marie Eva (1939-2019)                                          | 1981 - 2019      | Windisch-Graetz        | oudste kind van Franz Joseph       |
| 7   |               | Henry Henry Blundell-Hollinshead-Blundell (1967)                                   | 2019 - heden     | Windisch-Graetz        | oudste kind van Stephanie          |